# Rathaus Bagneaux-sur-Loing

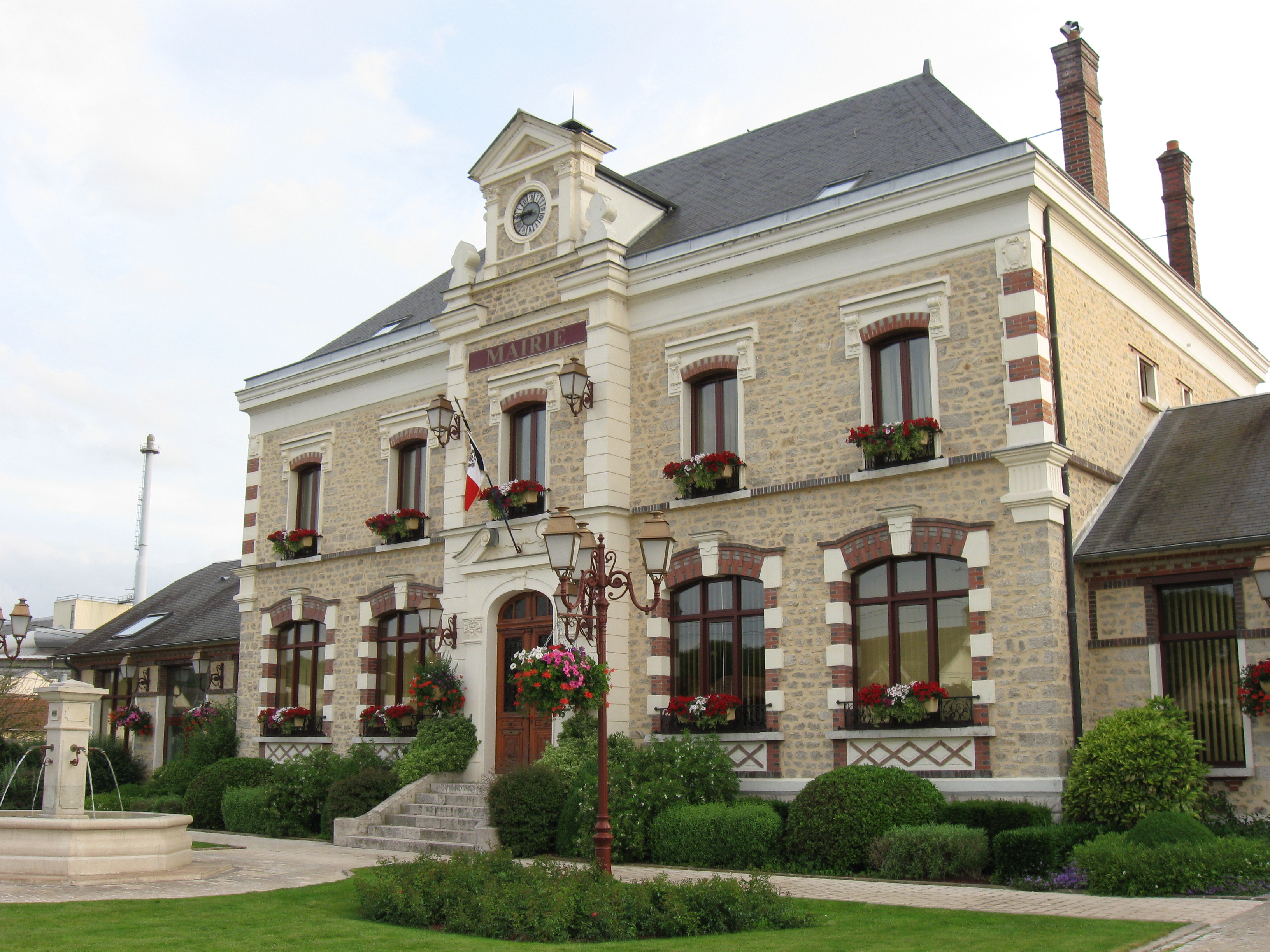
Rathaus in Bagneaux-sur-Loing

Das Rathaus (frz. Mairie) in Bagneaux-sur-Loing, einer französischen Gemeinde im Département Seine-et-Marne in der Region Île-de-France, wurde 1925 errichtet. Das Rathaus an der Place de l’Hôtel-de-Ville konnte dank der Steuereinnahmen vom Unternehmen Compagnie de Saint-Gobain, das im Ort eine Niederlassung hatte, größer und prächtiger ausgeführt werden als die Rathäuser der Nachbargemeinden.
Der zweigeschossige Bau aus Bruchstein, Ziegelstein und Eckquaderung aus Haustein besitzt einen Mittelrisaliten, der von einer Ädikula bekrönt wird und in der sich eine Uhr befindet. Das rundbogige Portal wird von einem gesprengten Giebel geschmückt. Das Dach ist mit Schiefer gedeckt.